# Gemeentenummer
Het gemeentenummer is een uniek nummer dat gemeenten in verschillende landen zoals Nederland, België, Frankrijk, Duitsland, Oostenrijk en Zwitserland krijgen ter identificatie voor bijvoorbeeld statistisch onderzoek.
Naast het gemeentenummer bestaan er ook andere nomenclatuur voor de afgrenzing van gebieden, zoals de postcode en NUTS-code. In Nederland is ook een COROP-gebied als afbakening van een statistische eenheid bekend.

## Nederland

### CBS-codering
Het Centraal Bureau voor de Statistiek (CBS) kent sinds 1966 unieke codenummers toe aan gemeenten in Nederland. Bij de introductie van de codenummers lagen de gemeenten met een bepaalde codeserie in één provincie, zodanig dat er werd doorgenummerd (er werden geen nummers overgeslagen) en elke provincie op alfabetische volgorde werd genummerd in de volgorde Groningen, Friesland, Drenthe, Overijssel, Gelderland, Utrecht, Noord-Holland, Zuid-Holland, Zeeland, Noord-Brabant en Limburg. Gemeenten in Flevoland werden of tussengevoegd (door hergebruik van een gelijkluidende driecijferige code, en gewijzigd in een viercijferige) of behielden het toegekende nummer uit Overijssel. Tegenwoordig worden de nummers, onafhankelijk van de provinciale ligging, geheel willekeurig bij nieuw gevormde bestuursentiteiten toegekend, vanaf het nummer 1500.
In 1968 werd overgestapt naar een viercijferige code, waarbij in totaal 37 gemeenten die tussen 1966 en 1969 zijn opgeheven een dubbele code hebben ontvangen (een drie- en een viercijferige) en waarbij de "oude" code met extra 0 werd ingevuld door een nieuwe bestuursentiteit, soms in een geheel andere provincie.

### Opbouw
Het codenummer bestaat uit vier cijfers, inclusief eventuele voorloopnullen (de code van de gemeente Eindhoven is bijvoorbeeld 0772, niet 772). Ook gemeenten die na 1830 door een gemeentelijke herindeling zijn opgeheven, hebben bij de invoering van de gemeentecodering alsnog een CBS-nummer ontvangen, beginnend vanaf code 1000. De volgorde voor deze codering is bepaald door alfabetische volgorde (per gemeentenaam).
Wanneer bij een herindeling een gemeentenaam gehandhaafd blijft, dan houdt deze nieuw gevormde gemeente het toegekende nummer van deze gemeente, zo is de gemeente Gennep uitgebreid met Ottersum, onder behoud van de gemeentecode voor Gennep. Krijgt een nieuwe gemeente een nieuwe naam, of wordt een gemeente heringedeeld, dan volgt een nieuwe gemeentecode.

### Voorbeelden
- Het allereerste codenummer voor een gemeente is toegekend aan de voormalige gemeente Adorp; dat was 0001.
- De code voor de gemeente Aalten is 0197;
- De code voor de gemeente Aalburg is 0738;
- De gemeente Valkenburg aan de Geul in Limburg, is de laatste in de rij, heeft het nummer 0994.
- Het Openbaar Lichaam Zuidelijke IJsselmeerpolders had het nummer 0996, later kreeg Lelystad het nummer 0995.
- De voormalige gemeente Zuidbroek in Groningen, ooit de laatste van de voormalige gemeenten, had het nummer 1240.
- De fusiegemeente Aa en Hunze heeft de CBS-code 1680.
- De fusiegemeente Zwartewaterland heeft het nummer 1896 toegekend gekregen.
- Aan de openbare lichamen Bonaire, Sint Eustatius en Saba zijn de oneigenlijke (door het CBS 'fictieve' genoemd) gemeentecodes 9001 (Bonaire), 9002 (Sint Eustatius) en 9003 (Saba) toegekend.[4]

## België
De NIS-code (Frans:code INS) is een alfanumerieke code voor onder andere gemeenten die toegepast wordt voor statistische verwerkingen in België. Deze code werd in het midden van de jaren '60 ontwikkeld door het Nationaal Instituut voor de Statistiek (NIS) en ze werd voor het eerst gebruikt tijdens de volkstelling van 1970.

### Opbouw
De NIS-code bestaat uit 5 cijfers:
- het eerste cijfer geeft de provincie aan waartoe de gemeente behoort
- het tweede cijfer geeft het arrondissement binnen deze provincie aan waartoe de gemeente behoort
- de laatste drie cijfers geven de unieke code van de gemeente binnen het arrondissement aan

### Uitzondering
- De gemeenten binnen de oude provincie Brabant waar het eerste cijfer sinds 1995 niet meer de provincie aangeeft maar de eerste twee cijfers het arrondissement aanduiden.

### Fusies
- Fusiegemeenten met een nieuwe naam kregen een nieuwe NIS-code toegewezen met een volgnummer volgend op het laatste nummer in de lijst van gemeenten per arrondissement.
- Gemeenten die door de fusie van Belgische gemeenten hun zelfstandigheid verloren en deelgemeenten werden, verloren ook hun NIS-code. Per fusiegemeente bleef er maar 1 NIS-code over. Tegelijkertijd werd de opbouw van de codering van de NIS-sectoren aangepast. Er werd per deelgemeente een letter toegevoegd na de NIS-code van de fusiegemeente om aan te geven tot welke deelgemeente een bepaalde sector behoort.
- Het arrondissement Brussel-Randgemeenten dat in 1971 opging in het arrondissement Halle-Vilvoorde verloor zijn code door de fusie. De gemeenten binnen dit arrondissement die een code 22XXX hadden kregen een nieuwe NIS-code toegewezen binnen het arrondissement Halle-Vilvoorde (23YYY).

### Voorbeelden
73032
- 7 Provincie Limburg
- 3 Arrondissement Tongeren
- 032 Gemeente Hoeselt

61012
- 6 Provincie Luik
- 1 Arrondissement Hoei
- 012 Gemeente Clavier

23105
- 23 Arrondissement Halle-Vilvoorde
- 105 Gemeente Affligem (nieuwe gemeentenaam zodat het nummer niet meer overeenkomt met de alfabetische plaats)

71022E
- 7 Provincie Limburg
- 1 Arrondissement Hasselt
- 022 Fusiegemeente Hasselt
- E Deelgemeente Stokrooie (oude code voor de fusies: 71056)

## Duitsland
Het gemeentenummer (Duits: Amtlicher Gemeindeschlüssel) is een nummer ter identificatie van zelfstandig bestuurde gemeenten of gemeindefreie Gebiete.

### Opbouw
Het gemeentenummer bestaat uit 8 cijfers en wordt als volgt samengesteld:
De eerste 2 cijfers betreffen de deelstaat (Bundesland), het derde cijfer de Regierungsbezirk, het vierde en vijfde cijfer beduiden de Stadtkreis ("kreisfreie" stad) of Landkreis, en de 6e tot 8e cijfer de code van de gemeente.

### Voorbeelden
08 1 11 000 = Stuttgart
- 08 Baden-Württemberg
- 1 Regierungsbezirk Stuttgart
- 11 Stadtkreis Stuttgart
- 000 (Stuttgart heeft als Stadtkreis geen verdere gemeentenummer)

15  0 89 015 = Aschersleben
- 15 Sachsen-Anhalt
- 0 (in Sachsen-Anhalt is er geen Regierungsbezirk)
- 89 Salzlandkreis
- 015 Stadt Aschersleben

12 0 64 340 = Neuhardenberg
- 12 Brandenburg
- 0 (in Brandenburg is er geen Regierungsbezirk)
- 64 Landkreis Märkisch-Oderland
- 340 Gemeinde Neuhardenberg

### Codering van de deelstaten van Duitsland
- 01 Sleeswijk-Holstein
- 02 Hamburg
- 03 Nedersaksen
- 04 Bremen
- 05 Noordrijn-Westfalen
- 06 Hessen
- 07 Rijnland-Palts
- 08 Baden-Württemberg
- 09 Beieren
- 10 Saarland
- 11 Berlijn
- 12 Brandenburg
- 13 Mecklenburg-Voor-Pommeren
- 14 Saksen
- 15 Saksen-Anhalt
- 16 Thüringen

### Wijzigingen in het systeem vanaf 1994
Naast de Amtliche Gemeindeschlüssel (AGS) bestaat sedert 1994 de Regionale Gemeindeschlüssel (RGS) ter identificatie van regionale verbanden van gemeentes, zoals de Samtgemeinde in Nedersaksen en de Verbandsgemeinde in Rijnland-Palts en Saksen-Anhalt.
De RGS bestaat uit 9 cijfers. De eerste vijf geven, identiek aan de AGS, de deelstaat, het Regierungsbezirk en de Kreis aan. Het zesde cijfer geeft aan, of we te maken hebben met een gemeente, die niet tot een regionaal verband hoort (0), een gemeente, die tot een regionaal verband hoort (5), of een gemeentevrij gebied (9).
Het 7e t/m 9e cijfer geeft het nummer van het regionale verband aan, zoals een Samtgemeinde of Gemeindeverband. Behoort een gemeente niet tot zo'n regionaal verband, dan geven de 7e t/m 9e positie het gemeentenummer aan.
Men kan de RGS en de AGS integreren door aan de RGS de laatste drie cijfers van de AGS, het gemeentenummer, toe te voegen; er ontstaat dan een 12-cijferige verlengde code. Behoort een gemeente niet tot een regionaal verband, dan werden t/m 2008 de 7e t/m 9e positie drie nullen in plaats van het, reeds in positie 10 t/m 12 vermelde, gemeentenummer; vanaf 2009 worden de drie cijfers van het gemeentenummer herhaald.

#### Voorbeeld
- De ARS van de Samtgemeinde Nordhümmling in Nedersaksen is 03 454 5406
- De AGS van de hierin gelegen  gemeente Esterwegen is 03 454 011
- De geïntegreerde code van Esterwegen is dan  03 454 5406 011.

- De AGS van Aschersleben in de Salzlandkreis (code 15 089) in de deelstaat Saksen-Anhalt is 15 089 015.
- De ARS van deze stad ( een Einheitsgemeinde, dus geen lid van een Gemeindeverband) luidt 15 089 0015
- De geïntegreerde code van Aschersleben is dan sinds 2009:  15 089 0015 015.

Het is de bedoeling, dat in de nabije toekomst de 12-cijferige geïntegreerde code het standaard-gemeentenummer voor alle Duitse gemeenten wordt.

## Frankrijk

### Opbouw
De gemeentecode van Frankrijk, in het Frans aangeduid met Code INSEE, is officieel opgebouwd uit 8 cijfers en drie spaties. Er is echter een populaire, versimpelde code met vijf cijfers zonder spaties. Voor het moederland bestaat deze uit het tweecijferige departementnummer (bijvoorbeeld 83 voor het departement Var) gevolgd door een driecijferige volgcode. Voor de overzeese departementen worden de eerste drie cijfers gebruikt om het overzees gebiedsdeel aan te duiden gevolgd door een tweecijferige volgcode.

### Voorbeelden
72001: Aigné
- 72: departement Sarthe
- 001: gemeente Aigné

83119: Saint-Tropez
- 83: departement Var
- 119: gemeente Saint-Tropez

97401: Les Avirons
- 974: departement Réunion
- 01: gemeente Les Avirons

97127: Saint-Martin
- 971: departement Martinique
- 27: gemeente Saint-Martin

## Oostenrijk

### Opbouw
De gemeentecode bestaat uit 5 nummers en wordt als volgt samengesteld:
Het eerste nummer geeft de deelstaat weer, het tweede en derde het district en het vierde en vijfde cijfer de gemeente.

### Voorbeelden
3 25 21: Rappottenstein
- 3: Neder-Oostenrijk
- 25: District Zwettl
- 21: gemeente Rappottenstein

9 07 01: Wenen-Neubau
- 9: Wenen
- 07: Neubau (7e district)
- 01: District Neubau

### Nummering deelstaten van Oostenrijk
- 1 Burgenland
- 2 Karinthië
- 3 Neder-Oostenrijk
- 4 Opper-Oostenrijk
- 5 Salzburg
- 6 Stiermarken
- 7 Tirol
- 8 Vorarlberg
- 9 Wenen

## Polen
Het Pools bureau voor statistiek heeft de steden ('miasto'), woiwodschappen, powiats en gemeenten genummerd voor statistische doeleinden.

## Zwitserland
Het Zwitserse gemeentenummer wordt ook aangeduid met Code-Nr., GEOSTAT-Nr. of BFS-Nr.. De code wordt vanaf 1986 uitgegeven door het Zwitserse Bundesamt für Statistik.
Voor statistische doeleinden hebben ook enkele gebieden in andere landen een BFS-nummer gekregen. De uitgegeven nummers geven echter geen territoriale aanspraken op de gebieden weer. Zo hebben alle Liechtensteinse gemeenten, enkele gebieden in Duitsland en één in Italië BFS-nummers toebedeeld gekregen.

### Opbouw
De nummervolgorde is bepaald aan de hand van de in artikel 1 van de grondwet opgesomde volgorde van de kantons. Per district worden er een aantal nummers toebedeeld beginnend met 1. Per district worden de gemeenten doorgenummerd. Gemeenten in kantons zonder districten worden alfabetisch doorgenummerd. Het nummer bestaat uit maximaal vier cijfers.
Uitzonderingen op deze regels, zijn veranderingen van na 1986.

#### Nummervolgorde
- Zürich: 0001-0261
- Bern: 0301-0996
- Luzern: 1001-1150
- Uri: 1201-1220
- Schwyz: 1301-1375
- Obwalden: 1401-1407
- Nidwalden: 1501-1511
- Glarus: 1601-1629
- Zug: 1701-1711
- Fribourg: 2001-2336
- Solothurn: 2401-2622
- Bazel-Stad: 2701-2703
- Basel-Landschaft: 2761-2895
- Schaffhausen: 2901-2974
- Appenzell Ausserrhoden: 3001-3038
- Appenzell Innerrhoden: 3101-3111
- Sankt Gallen: 3201-3444
- Graubünden: 3501-3987
- Aargau: 4001-4323
- Thurgau: 4401-4951
- Ticino: 5001-5322
- Vaud: 5401-5939
- Wallis: 6001-6300
- Neuchâtel: 6401-6511
- Genève: 6601-6645
- Jura: 6701-6806

### Voorbeelden
Kanton Zürich
- district Affoltern: BFS-Nr. 0001 t/m 0014
  - Gemeente Aeugst am Albis: BFS-Nr. 0001
  - Gemeente Affoltern am Albis: BFS-Nr. 0002
  - Gemeinde Wettswil am Albis: BFS-Nr. 0014
- district Andelfingen: BFS-Nr. 0021 t/m 0044
  - Gemeente Adlikon: BFS-Nr. 0021
  - Gemeente Benken: BFS-Nr. 0022
  - Gemeente Waltalingen: BFS-Nr. 0044

Kanton Bern
- district Aarberg: Code-Nr. 0301 t/m 0312
  - Gemeente Aarberg: Code-Nr. 0301

### Speciale gebieden
Tussen de diverse kantons en districten zijn nummers vrij gelaten om een zekere flexibiliteit in het systeem te kunnen behouden.
Gebieden met een speciale status zijn:
- Kommunanzen, wat onbewoonde gebieden zijn, die door meerdere gemeenten worden bestuurd;
- Arealen buiten de politieke gemeenten in Zwitserland (één gebied);
- Meren (deze hebben pseudo-gemeentenummers tussen 9040 en 9757);
- Buitenlandse gebieden die in de GEOSTAT-database zijn opgenomen. Deze hebben zodoende een Zwitsers gemeentenummer toegewezen gekregen:
  - de gemeente Konstanz (Duitsland) heeft BFS-Nr. 7111;
  - de Duitse enclave Büsingen heeft BFS-Nr. 7101;
  - de Italiaanse enclave Campione d'Italia heeft BFS-Nr. 7301 voor het landgedeelte en 7302 voor het watergebied;
  - de gemeenten van het Vorstendom Liechtenstein: Vaduz (BFS-Nr. 7001), Triesen (BFS-Nr. 7002), Balzers (BFS-Nr. 7003), Triesenberg (BFS-Nr. 7004), Schaan (BFS-Nr. 7005), Planken (BFS-Nr. 7006), Eschen (BFS-Nr. 7007), Mauren (BFS-Nr. 7008), Gamprin (BFS-Nr. 7009), Ruggell (BFS-Nr. 7010) en Schellenberg (BFS-Nr. 7011).